# Tortosa
Tortosa (Latin: Dertusa hay Dertosa, Arabic: طرطوشة Ṭurṭūšah) là thủ phủ của comarca Baix Ebre, tỉnh Tarragona, cộng đồng tự trị Catalonia, Tây Ban Nha. Dân số 34.832 người (2007).

## Biến động dân số
| 1991   | 1996   | 2001   | 2004   |
| ------ | ------ | ------ | ------ |
| 29.452 | 30.088 | 28.933 | 31.979 |